# Hidden Treasures
Hidden Treasures è una raccolta della thrash metal band statunitense Megadeth. Alcune delle canzoni erano state pubblicate come singoli perché apparse in diversi film, presenti cover ed eventuali b-side.
Inizialmente, è stata pubblicata nel 1995 dalla Capitol Records, come bonus disc dell'edizione limitata dell'album del 1994 Youthanasia. Mentre in Giappone si è scelto di pubblicarlo con più tracce e una grafica simile a quello stesso album, nel Nord America è uscita come semplice EP con un artwork completamente differente.

## Tracce
1. No More Mr. Nice Guy (3:02): scritta da: Alice Cooper/Michael Bruce, 1973; Tratta dal film Sotto shock
2. Breakpoint (3:29): scritta da: Dave Mustaine, David Ellefson, Nick Menza, 1992; Tratta dal film Super Mario Bros.
3. Go to Hell (4:36): scritta da: Dave Mustaine, David Ellefson, Nick Menza, 1991; Tratta dal film Un mitico viaggio
4. Angry Again (3:47): scritta da: Dave Mustaine; Tratta dal film Last Action Hero - L'ultimo grande eroe
5. 99 Ways to Die (3:58): scritta da: Dave Mustaine; Tratta da: The Beavis and Butt-head Experience
6. Paranoid (2:32): scritta da: Bill Ward, Tony Iommi, Geezer Butler, Ozzy Osbourne, 1994; Tratta da: Nativity in Black
7. Diadems (3:55): scritta da: Dave Mustaine; Tratta dal film Il cavaliere del male
8. Problems (3:57): scritta da: Johnny Rotten/Glen Matlock/Steve Jones/Paul Cook, 1995; Tratta da: A Tout Le Monde promo

L'album è stato poi ristampato nel 2007 con l'aggiunta di alcune tracce bonus:
1. Symphony of Destruction (demo)
2. Architecture of Aggression (demo)
3. New World Order

## Formazione
- Dave Mustaine - chitarra e voce
- David Ellefson - basso
- Marty Friedman - chitarra
- Nick Menza - batteria